# Pârscov
Pârscov je rumunská obec v župě Buzău. Žije zde přibližně 5 000 obyvatel. Obec se skládá z dvanácti částí.

## Části obce
- Pârscov – 2 704 obyvatel
- Bădila – 723 obyvatel
- Curcănești – 108 obyvatel
- Lunca Frumoasă – 691 obyvatel
- Oleșești – 6[2] obyvatel
- Pârjolești – 77 obyvatel
- Robești – 440 obyvatel
- Runcu – 105 obyvatel
- Târcov – 15 obyvatel
- Tocileni – 70 obyvatel
- Trestieni – 14 obyvatel
- Valea Purcarului – 9 obyvatel